# Strada europea E232
La strada europea E232  è una strada di classe B, lunga 172 km, il cui percorso si trova completamente in territorio olandese e dalla designazione con l'ultimo numero pari si può evincere che il suo sviluppo è in direzione ovest-est.
Collega le città di Amersfoort e di Groninga.
Il suo tracciato inizia dalla E30 e coincide quasi interamente con quello dell'Autostrada A28.